# カヤオ特別郡
カヤオ特別郡（カヤオとくべつぐん、スペイン語: Región Callao）は、ペルーを構成する特別区の1つである。
中心地はカヤオである。

## 隣接行政区画
- リマ郡

## 地区

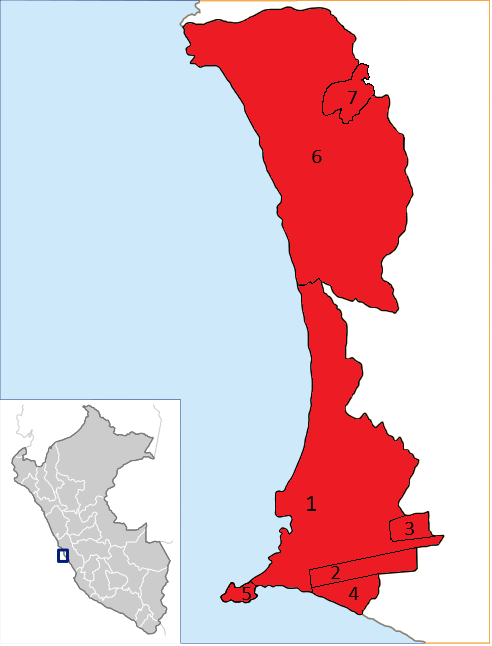
地区

1. カヤオ（英語版） (中央区)
2. ベヤビスタ（英語版）
3. カーメン・デ・ラ・レグア・レイノーソ（英語版）
4. ラ・ペルラ（英語版）
5. ラ・プンタ（英語版）
6. ベンタニヤ（英語版）
7. ミ・ペルー（英語版）